# Chiyo
Chiyo  è un nome proprio di persona giapponese femminile.

## Origine e diffusione
Come la gran parte dei nomi giapponesi, Chiyo può essere ottenuto tramite diverse combinazioni di due kanji: una di quelle possibili è di 千 (chi, "mille") e 代 (yo, "generazione"). Il primo elemento si può ritrovare anche in altri nomi, quali Chikako, Chinatsu, Chika e Chiyoko.

## Onomastico
È un nome adespota, cioè privo di santa patrona; l'onomastico può essere festeggiato il 1º novembre, per la ricorrenza di Ognissanti.

## Persone
- Chiyo Miyako, supercentaria giapponese

## Il nome nelle arti
- Chiyo è un personaggio della seria manga e anime Naruto.
- Chiyo Mihama è un personaggio della seria manga e anime Azumanga daiō.